# Emil Knutsson
Emil Knutsson (...) è un giocatore di football americano svedese che milita nel ruolo di runningback nei Tyresö Royal Crowns e nella nazionale svedese.
In precedenza ha militato nei Carlstad Crusaders e negli Stockholm Mean Machines.
Nel 2021 è diventato vicecampione europeo con la nazionale svedese.

## Palmarès

### Club
- SM-Finalen: 3

Stockholm Mean Machines: 2018
Carlstad Crusaders: 2011, 2020